# Piotr Koszewoj
Piotr Kiriłłowicz Koszewoj (ros. Пётр Кириллович Кошевой, ur. 8 grudnia?/21 grudnia 1904 w Aleksandrii w guberni chersońskiej, zm. 30 sierpnia 1976 w Moskwie) – radziecki dowódca wojskowy, marszałek Związku Radzieckiego (1968), dwukrotny Bohater Związku Radzieckiego (1944, 1945), zastępca członka Komitetu Centralnego KPZR (1961–1971), deputowany do Rady Najwyższej ZSRR 6. i 7. kadencji.

## Życiorys
Służbę w Armii Czerwonej rozpoczął 13 lutego 1920. Kolejno zajmował stanowiska: dowódcy plutonu, komendanta pułkowej szkoły podoficerskiej, szefa sztabu pułku i szefa sztabu dywizji piechoty.
W 1927 ukończył oficerską szkołę kawalerii im. Siemiona Budionnego. W 1939 ukończył Akademię Wojskową im. Michaiła Frunzego. W 1948 ukończył Wyższy Kurs Akademicki przy Akademii Wojskowej im. Woroszyłowa.
Od początku wojny z Niemcami w 1941 był dowódcą 65 Dywizji Piechoty na Froncie Leningradzkim (do kwietnia 1942), następnie dowódcą 24 Gwardyjskiej Dywizji Piechoty (do września 1943). Brał udział w bitwie stalingradzkiej oraz w walkach o wyzwolenie Krymu. Następnie dowodził korpusem piechoty – do lipca 1946. Od lipca 1946 do marca 1947 dowodził 6 Ogólnowojskową Gwardyjską Armią w Pietrozawodsku. Następnie przebywał na Wyższym Akademickim Kursie w Akademii im. Woroszyłowa. Od kwietnia 1948 do czerwca 1954 był dowódcą 5 Armii Ogólnowojskowej w Woroszyłowie. Od czerwca 1954 do lipca 1955 dowodził 11 Ogólnowojskową Gwardyjską Armią w Królewcu. Następnie do lipca 1957 był pierwszym zastępcą Głównodowodzącego Grupy Wojsk Radzieckich w Niemczech, dowódcą Syberyjskiego Okręgu Wojskowego – do kwietnia 1960, dowódcą Kijowskiego Okręgu Wojskowego – do stycznia 1965.
Następnie do października 1969 był Głównodowodzącym Grupy Wojsk Radzieckich w Niemczech. Do sierpnia 1976 był generalnym inspektorem w grupie generalnych inspektorów Ministerstwa Obrony ZSRR.
Od 1925 członek WKP(b), w latach 1961–1971 zastępca członka Komitetu Centralnego KPZR, deputowany do Rady Najwyższej ZSRR 6. i 7. kadencji.
Zmarł w Moskwie po długiej chorobie. Pochowany na Cmentarzu Nowodziewiczym.

## Awanse
- pułkownik – 29 lutego 1940
- generał major – 1 października 1942
- generał porucznik – 16 maja 1944
- generał pułkownik – 31 maja 1954
- generał armii – 13 kwietnia 1964
- marszałek Związku Radzieckiego – 15 kwietnia 1968

## Odznaczenia
- Medal „Złota Gwiazda” Bohatera Związku Radzieckiego – dwukrotnie (16 maja 1944, 19 kwietnia 1945)
- Order Lenina – pięciokrotnie (17 grudnia 1941, 16 maja 1944, 30 kwietnia 1945, 9 grudnia 1964, 22 lutego 1968)
- Order Rewolucji Październikowej (4 grudnia 1974)
- Order Czerwonego Sztandaru – trzykrotnie (3 listopada 1944, 15 listopada 1950, 21 lutego 1969)
- Order Bohdana Chmielnickiego I stopnia (5 maja 1945)
- Order Suworowa II stopnia (31 marca 1943)
- Order Kutuzowa II stopnia – dwukrotnie (17 września 1943, 4 lipca 1944)
- Medal 100-lecia urodzin Lenina
- Medal „Za obronę Leningradu”
- Medal „Za obronę Stalingradu”
- Medal „Za zdobycie Królewca”
- Medal „Za zwycięstwo nad Niemcami w Wielkiej Wojnie Ojczyźnianej 1941–1945”
- Medal jubileuszowy „Dwudziestolecia zwycięstwa w Wielkiej Wojnie Ojczyźnianej 1941–1945”
- Medal jubileuszowy „Trzydziestolecia zwycięstwa w Wielkiej Wojnie Ojczyźnianej 1941–1945”
- Medal jubileuszowy „30 lat Armii Radzieckiej i Floty”
- Medal jubileuszowy „40 lat Sił Zbrojnych ZSRR”
- Medal jubileuszowy „50 lat Sił Zbrojnych ZSRR”
- Medal 250-lecia Leningradu